# ATP Challenger Lermontow
Das ATP Challenger Lermontow (offizieller Name: Lermontov Cup) war ein Tennisturnier in Lermontow, das 2012 einmal ausgetragen wurde. Es war Teil der ATP Challenger Tour und wurde im Freien auf Sandplätzen gespielt.

## Liste der Sieger

### Einzel
| Jahr | Sieger          | Finalgegner    | Ergebnis       |
| ---- | --------------- | -------------- | -------------- |
| 2012 | Andrei Kusnezow | Farrux Doʻstov | 6:77, 6:2, 6:2 |

### Doppel
| Jahr | Sieger                                  | Finalgegner                     | Ergebnis |
| ---- | --------------------------------------- | ------------------------------- | -------- |
| 2012 | Konstantin Krawtschuk Denys Moltschanow | Andrei Golubew Juri Schtschukin | 6:3, 6:4 |